# Zwangssoldaten

L'expression « Zwangssoldaten » (terme allemand signifiant « enrôlés de force ») désigne les Belges des Cantons de l'Est enrôlés de force dans l'armée régulière allemande — la Wehrmacht — durant la Seconde Guerre mondiale.
L'équivalent féminin existait également sous forme d'un service civique obligatoire (le RAD), suivi d'une période de travail au service des arsenaux ou de l'armée allemande (KHD) qui a concerné les jeunes-filles âgées de 18 ans.